# Marco Túlio Costa
Marco Túlio Costa (Formiga, 1955) é um escritor brasileiro.

## Biografia
Marco Túlio Costa nasceu na cidade de Formiga, na região centro-oeste do estado de Minas Gerais, onde viveu até os onze anos de idade, sendo que nesse período já havia começado sua atividade literária com o conto "Pedrinho em Xadrezópolis", que narrava as aventuras de um garoto sobre um tabuleiro de xadrez. Em seguida, mudou-se com sua família para a cidade de Passos, onde vive atualmente e trabalha. Marco Túlio Costa foi casado por duas vezes e é pai de quatro filhas.

## Carreira
Marco Túlio Costa lança sua primeira publicação, O Mágico Desinventor, em 1981 e desde então vieram mais 14 obras publicadas por diversas editoras brasileiras, além de participações e premiações em concursos e feiras literárias no Brasil e no exterior. Entre as premiações, se destaca o Prêmio Jabuti de Literatura de 2004, da Câmara Brasileira do Livro, em que concorreu na categoria infanto-juvenil com a obra Fábulas do Amor Distante, além de ter sido finalista para o mesmo prêmio, dois anos antes, com a obra ''O Gato que Falava Siamês''.
O escritor já lançou mais dois títulos: Mágica para Cegos (editora Saraiva, 2011) e A Árvore do Medo (editora Formato, 2012) que chegou às livrarias no final do mês de janeiro, além de já ter anunciado contrato para mais 4 outros trabalhos em 2012.

## Prêmios literários
- Prêmio Jabuti de Literatura, da Câmara Brasileira do Livro, categoria Infantil ou Juvenil, em 2004.

- Prêmio Brasília de Literatura (1991);

- "Prêmio Cruz e Souza", da Fundação Catarinense de Cultura, 1996

- "João de Barro", 1999;

- Prêmio Alfredo Machado Quintela (1985), da Fundação Nacional do Livro Infantil e Juvenil (Rio de Janeiro).

- II Festival de Arte de Itabira (MG), contos, 1972

- Fernando Chinaglia - UBE - Rio de Janeiro - Menção Honrosa, contos "Por quem as esquinas dobram"- inédito - 1973

- Fernando Chinaglia - UBE - Rio de Janeiro - Menção Especial, contos Aventura dos Filhos na Barriga da Noite, 1981

- Fernando Chinaglia - UBE - Rio de Janeiro - Menção Especial - O enxugador de gelo, 1982.

- I Concurso de Poesias - 1975 - Universidade de Brasília

- II Concurso Nacional de Contos e de Poesidas Augusto Motta - SUAM - Rio de janeiro - 2º lugar - 1976

- Concurso de Contos da Universidade Federal do Espírito Santo, (2º lugar) 1978

- XII Concurso Literário de Paranavaí - PR, contos (3º lugar), 1980